# Gmina Glostrup

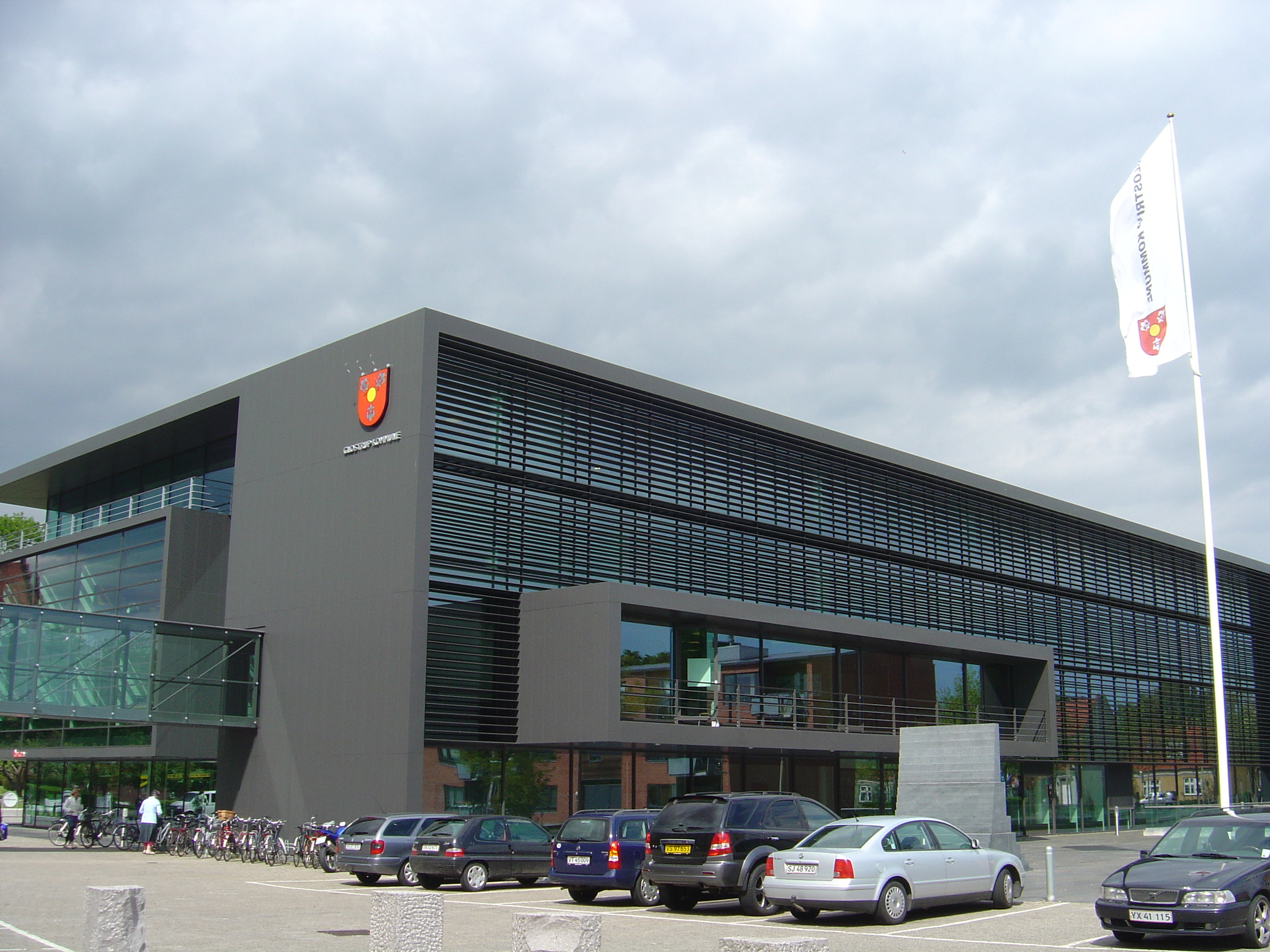
Ratusz w Glostrup

Gmina Glostrup (duń. Glostrup Kommune) jest jedną z gmin w Danii w regionie Region Stołeczny (do roku 2007 w okręgu Kopenhagi (Københavns Amt)). 
Siedzibą władz gminy jest Glostrup. 
Gmina Glostrup została utworzona 1 kwietnia 1970 na mocy reformy podziału administracyjnego Danii. Kolejna reforma w roku 2007 potwierdziła status gminy.

## Dane liczbowe
- Liczba ludności: (♀ 9 998 + ♂ 10 787) = 20 785
  - wiek 0-6: 8,4%
  - wiek 7-16: 11,2%
  - wiek 17-66: 64,8%
  - wiek 67+: 15,5%
- zagęszczenie ludności: 1598,8 osób/km² (2004)
- bezrobocie: 4,6% osób w wieku 17-66 lat
- cudzoziemcy z UE, Skandynawii i USA: 125 na 10.000 osób
- cudzoziemcy z krajów Trzeciego Świata: 380 na 10.000 osób
- liczba szkół podstawowych: 4 (liczba klas: 98)